# Traité de Saint-Omer
 (mai 2023).
Si vous disposez d'ouvrages ou d'articles de référence ou si vous connaissez des sites web de qualité traitant du thème abordé ici, merci de compléter l'article en donnant les références utiles à sa vérifiabilité et en les liant à la section « Notes et références ».
Le traité de Saint-Omer, signé le 14 juillet 1469, est un accord diplomatique conclu entre Charles le Téméraire, duc de Bourgogne, et Sigismond d'Autriche, archiduc d'Autriche antérieure et membre de la maison de Habsbourg. Ce traité est conclu dans le contexte de rivalités territoriales et de luttes d'influence en Europe centrale et occidentale à la fin du Moyen Âge. Par cet acte, Sigismond engage auprès de Charles le Téméraire plusieurs territoires appartenant aux possessions autrichiennes, notamment les comtés de Haute-Alsace, de Ferrette, de Sundgau et la ville de Brisach, en échange d'une aide militaire et financière. L’opération prend la forme d’un "engagement", c’est-à-dire une cession temporaire à titre de garantie contre un prêt, mais elle est perçue par les contemporains comme un transfert de souveraineté de facto, ce qui suscite de vives tensions avec les cantons suisses voisins, déjà en conflit larvé avec la maison de Bourgogne. 
La signature du traité à Saint-Omer, ville des Pays-Bas bourguignons, marque un tournant dans la politique d’expansion territoriale de Charles le Téméraire. Ce dernier cherche à constituer un territoire continu allant de la mer du Nord à la Franche-Comté, en passant par l’Alsace et la Lorraine, dans le but de renforcer son autonomie vis-à-vis du roi de France, Louis XI, et d’asseoir sa position en Europe. L'accord avec Sigismond d'Autriche permet ainsi au duc de Bourgogne de consolider sa présence dans le Rhin supérieur, zone stratégique tant sur le plan commercial que militaire.
Cependant, cette extension du pouvoir bourguignon en Alsace contribue à l’escalade des tensions avec les Confédérés suisses, qui redoutent l’encerclement de leur territoire et dénoncent la politique autoritaire des nouveaux administrateurs bourguignons dans la région. Le traité de Saint-Omer est donc l’un des éléments déclencheurs de la guerre de Bourgogne (1474-1477), qui opposera Charles le Téméraire à une coalition regroupant les cantons suisses, les villes alsaciennes, l’Empire et le royaume de France. Cette guerre culminera avec la mort de Charles lors de la bataille de Nancy en 1477 et la désintégration de l’État bourguignon.

## Contexte historique
Sigismond de Habsbourg (1427-1496) est à cette date régent depuis 1446 du comté de Tyrol et de l'Autriche antérieure, c'est-à-dire les territoires détenus par les Habsbourg de la Souabe à l'Alsace. 
Confronté à l'expansion des cantons suisses confédérés, réalisée aux dépens de ses territoires, il recherche une alliance, d'abord avec le roi de France, Louis XI, qui refuse, puis avec son grand rival de l'époque, le duc de Bourgogne Charles le Téméraire, maître non seulement de la Bourgogne, mais aussi des Pays-Bas bourguignons (de la Picardie à la Frise). En octobre 1468, le duc a imposé au roi de France le traité de Péronne, qui lui garantit la possession de la Picardie.

## Clauses du traité de Saint-Omer
Le traité prévoit la cession en gage au duc de Bourgogne des territoires de Haute-Alsace et de Forêt-Noire appartenant à la maison de Habsbourg, en contrepartie du versement d'une somme de 50 000 florins or, ainsi qu'une alliance défensive dirigée contre les cantons suisses.

## Suites et conséquences
Le duc de Bourgogne obtient un accès au Rhin, mais devient un voisin immédiat des cantons suisses.
Il confie le gouvernement de ces territoire au bailli Pierre de Hagenbach. 

### La révolte contre le duc de Bourgogne
Les conséquences économiques et la perte des privilèges qui en résultèrent pour les villes alsaciennes et les villes alliées suisses[pas clair] suscitent une révolte des territoires[Quand ?] situés sur le cours supérieur du Rhin.

### Le début desguerres de Bourgogne(1474)
Louis XI, qui veut anéantir la puissance des ducs de Bourgogne et particulièrement celle de Charles le Téméraire, soutient la cause des villes alsaciennes et des cantons suisses, avec l'appui du duc de Lorraine René II, dont les territoires sont convoités par Charles dans la mesure où ils sont situés entre la Bourgogne et les Pays-Bas.
Le 13 novembre 1474, a lieu la bataille d'Héricourt, près de Belfort, première défaite des troupes de Charles le Téméraire dans un conflit qui le mènera à la mort devant Nancy en février 1477.

## Galerie

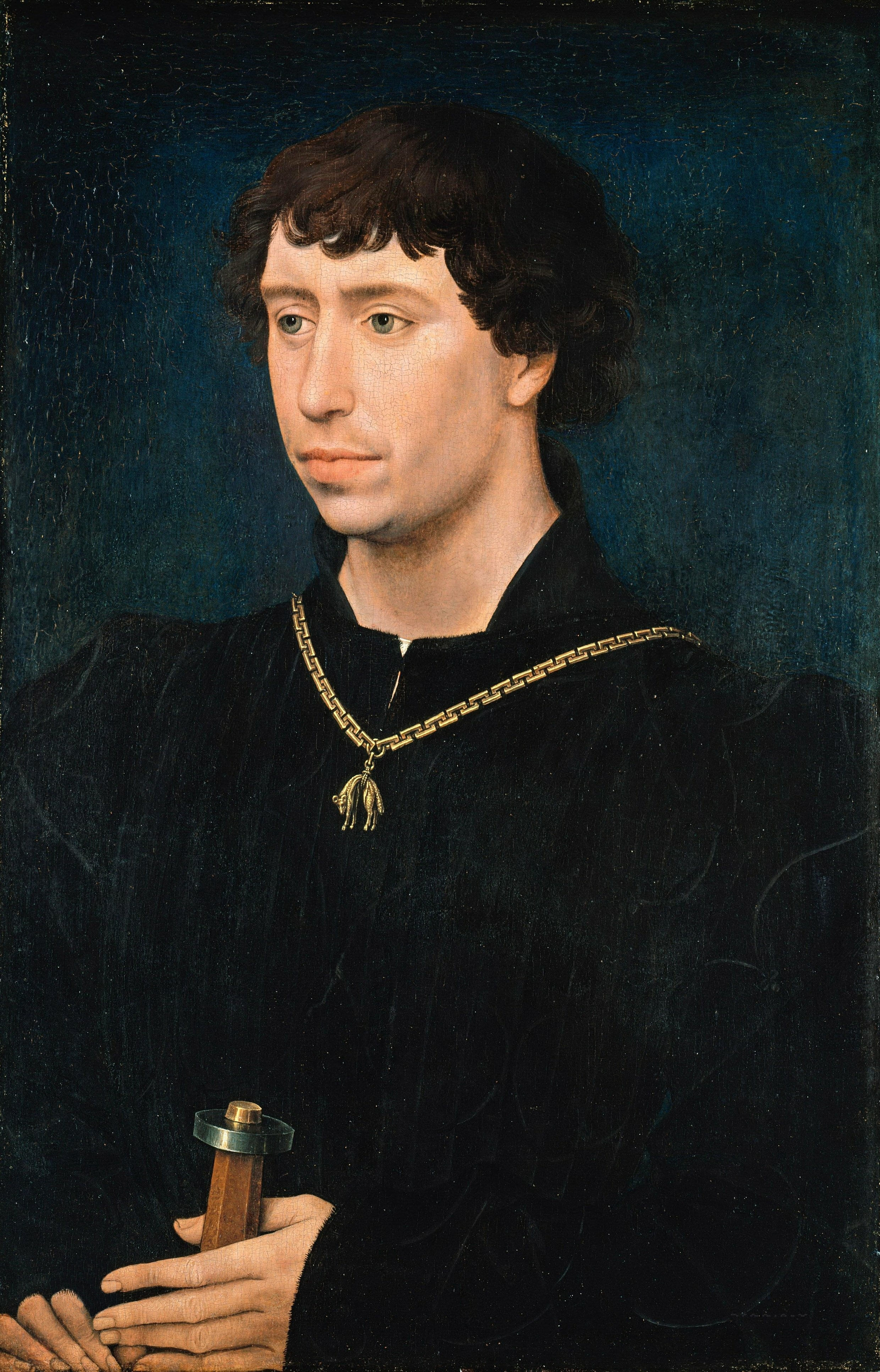
Charles le Téméraire (1433-1477).
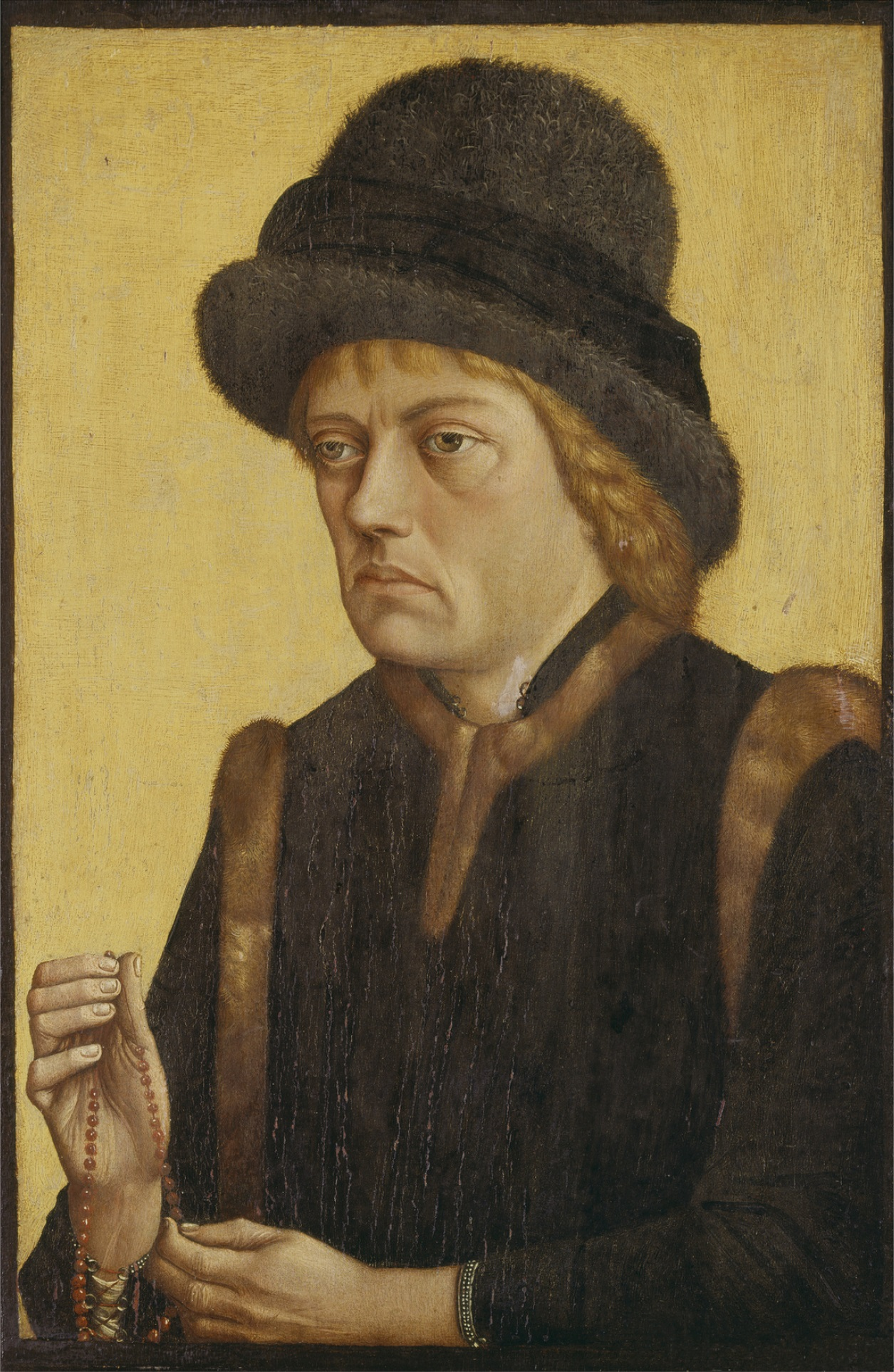
Sigismond d'Autriche (1427-1496).
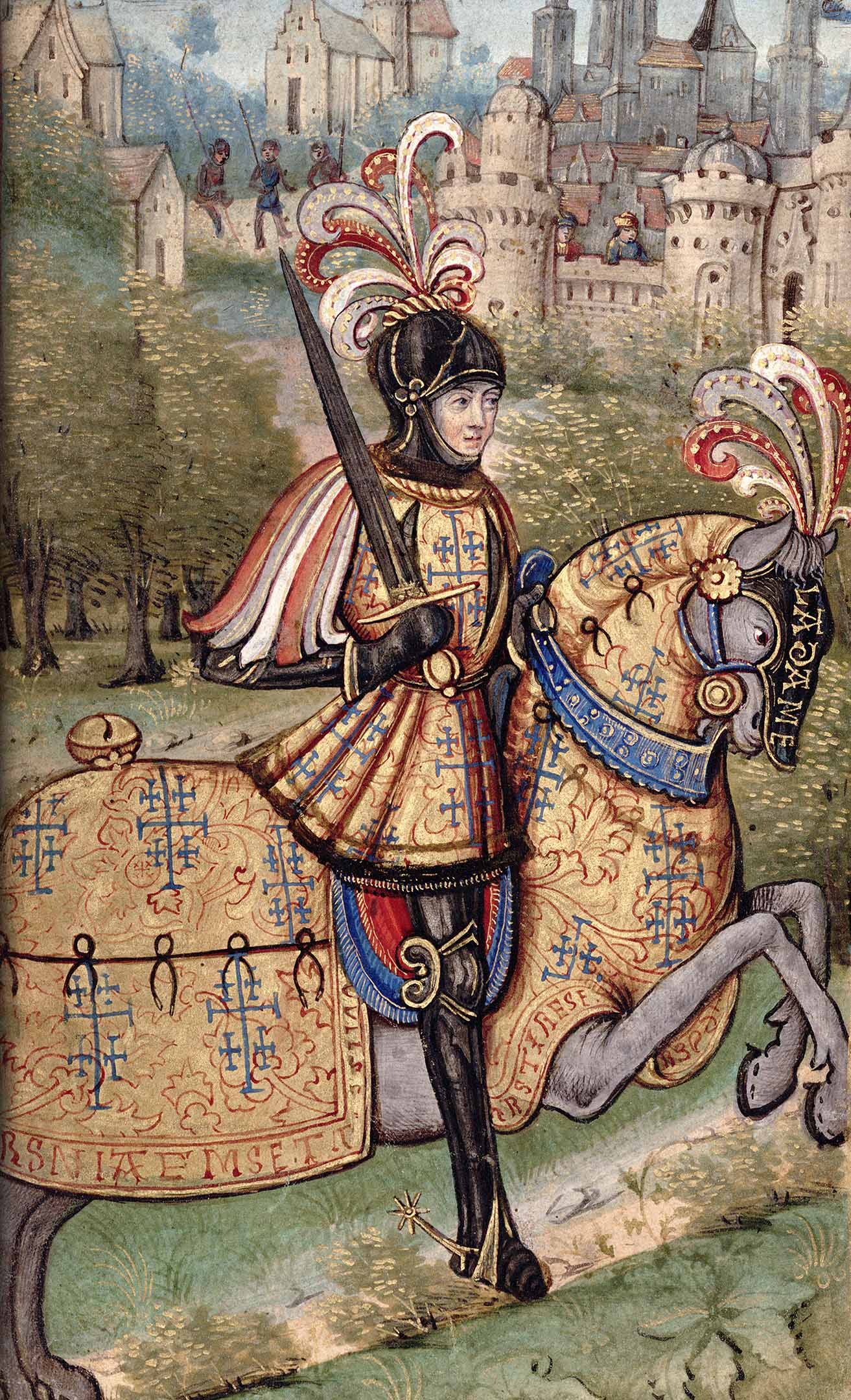
René II de Lorraine (1451-1508).